# Erišum I.
Erišum I. byl králem Asýrie na přelomu 20. století př. n. l. a 19. století př. n. l.Byl synem předchozího krále Ilu-šumma. Je známý díky vybudování chrámu boha Enlila. Budova byla několikrát zbořena, nakonec ji restauroval král Šamši-Adad I.
Dále také nechal provádět opravy na chrámech ostatních bohů v hlavním městě Aššúru a úspěšně pokračoval v obchodní politice svého otce Ilu-šumma. Jeho následníkem se stal jeho bratr Ikúnum.